# Айр-Гегас
Айр-Гегас — район в Индонезии, в провинции Банка-Белитунг, в округе Южная Банка. Население — 37 602 чел. (2010).
Название «Айр-Гегас» в переводе с индонезийского (индон. Air Gegas) означает «быстрая вода».

## География и климат
Айр-Гегас расположен в южной части острова Банка. Рельеф местности плоский.
Климат в Айр-Гегасе очень тёплый и влажный. Среднее значение давления воздуха в год — 1009,4 мбр. Среднегодовая температура — +27 °C. Влажность воздуха — 82,8%. Количество осадков в месяц — 287 мм.

## Административное деление
В состав кечаматана (района) входит ряд населённых пунктов:
- Айр-Бара[индон.]
- Айр-Гегас[индон.]
- Бенчах[индон.]
- Делас[индон.]
- Нанка[индон.]
- Ньеландин[индон.]
- Пергам[индон.]
- Рангас[индон.]
- Сидохарджо[индон.]
- Тепус[индон.]

## Население
Численность населения Айр-Гегаса в 2010 г. составляла 37 602 человек (в 2008 г. — 35 343, в 2009 — 36 974, прирост в 2010 по сравнению с 2009 — 1,7%). Плотность населения — 44 чел./км². Коэффициент соотношения полов — 1,07, т. е., мужчин больше, чем женщин, что в целом свойственно для всей Индонезии. 

## Экономика
Основу местной экономики составляет аграрный сектор. В районе выращивают рис (1602,3 т в 2010 г.), кукурузу, маниок и сладкий картофель. Также выращивают перец (2405 т в 2010 г.) и производят резину из местного каучука (1069 т).
Ещё одним важным компонентом местной экономики является горно-добывающая промышленность, хотя объём добычи полезных ископаемых не является стабильным, в разные годы то возрастая, то падая: если в 2008 г. было добыто 2984 т оловянной руды, в 2009 г. — уже только 1054 т, то в 2010 — 1391 т.
Доступ к электроэнергии имеет 68,48% домохозяйств (2010 г.).
Общая протяжённость дорог — 225 км, из них 42% с твёрдым покрытием.